# Famille Bonacossi

Blason : de gueules, à trois fasces d'or

La famille Bonacossi ou Bonacolsi fut une puissante famille guelfe qui domina la ville de Mantoue entre la fin du XIIIe siècle et le début du XIVe siècle, de 1276 à 1328.
Ses représentants furent :
- Pinamonte
- Bardellone
- Guido dit Boticella
- Rinaldo dit il Passerino

Leur souveraineté s'acheva par la prise de pouvoir de Louis Ier de Mantoue, chef de lignée de la maison de Gonzague.

## Arbre généalogique simplifié

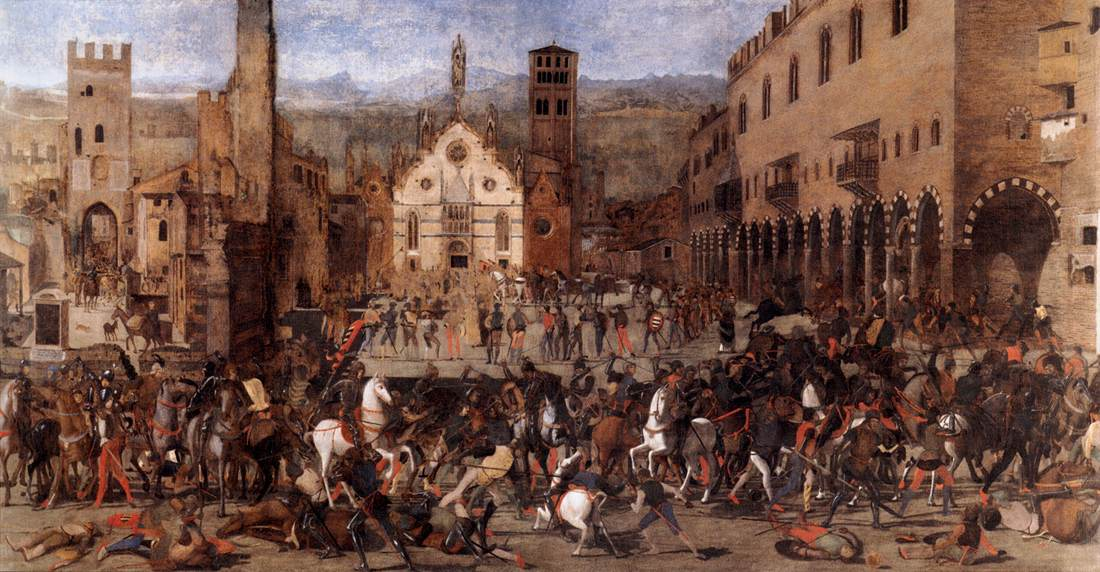
L'Expulsion des Bonacolsi par Domenico Morone (1494).

- Pinamonte (mort en 1293), seigneur de Mantoue (1274-1291)
  - Corrado (it) (mort en 1288)
  - Tagino (it) (mort en 1302)
  - Bardellone (mort en 1300), seigneur de Mantoue (1291-1299)
  - Filippo (it) (mort en 1303), évêque de Trente puis de Mantoue
  - Giovanni (it) (mort en 1288), podestat de Mantoue et de Vérone
    - Guido Boticella (mort en 1309), seigneur de Mantoue (1299-1309)
    - Bonaventura Butirone (it) (mort en 1326)
      - Guidotto (tué en 1328)
      - Pinamonte (II) (tué en 1328)
      - Ziliola (it) (morte en 1349)

    - Berardo (Ier) (it)
    - Rinaldo il Passerino (tué en 1328), seigneur de Mantoue (1309-1328)
      - Giovanni (II) (it) (tué en 1328), abbé de Saint-André
      - Francesco (tué en 1328)
      - Berardo (II) (it)

  - Selvatico (it), chevalier de l'Ordre Teutonique

## Autres porteurs du nom de famille
- Pier Jacopo Alari Bonacolsi dit l'Antico (env. 1460 – 1528), sculpteur ayant reproduit en taille réduite des statues antiques.

## Pour approfondir